# Vente différée
 (décembre 2022).
Si vous disposez d'ouvrages ou d'articles de référence ou si vous connaissez des sites web de qualité traitant du thème abordé ici, merci de compléter l'article en donnant les références utiles à sa vérifiabilité et en les liant à la section « Notes et références ».
Dans le monde de la presse écrite, une vente différée est une vente qui porte sur des exemplaires d'un titre de presse périodique ne faisant plus l'objet d'une vente au numéro dans les kiosques à journaux ou ailleurs. Elle permet l'écoulement des invendus et donc une réduction des coûts de stockage afférents.
Les ventes différées concernent souvent le lectorat ayant souscrit un abonnement plusieurs numéros après le lancement du titre et entré dans une logique de collection depuis lors. S'agissant d'une clientèle fidélisée, on lui propose aussi souvent des produits tiers frappés du logo de la marque en guise d'accompagnement. Il s'agit généralement de matériels de bureau, par exemple de chemises dans lesquelles ranger les anciens numéros année par année.